# Expurgación
La expurgación o testadura, en manejo de información confidencial o delicada, es el proceso lógico y/o físico mediante el cual se quita información considerada delicada o confidencial de un medio ya sea físico o magnético, ya sea con el objeto de desclasificarlo, reutilizar el medio o destruir el medio en el cual se encuentra.

## Medios electrónicos
En soportes digitales, la expurgación es el proceso lógico y/o físico mediante el cual se elimina la información de un soporte magnético; esto incluye el borrado seguro de los archivos, la destrucción física del soporte, esto con el objetivo que no se pueda obtener información de este.

### Proceso lógico
La expurgación lógica se realiza mediante borrado seguro, que comprende un conjunto de técnicas que tienen como objetivo volver imposible la recuperación de la información almacenada en el soporte magnético por medios digitales. Estos métodos de borrado comprenden usualmente la sobreescritura de ceros y unos a nivel de bit en procesos repetitivos. 

#### Métodos de borrado
- Método Gutmann
- DOD 5220.22-M[1]
- Schneier
- Pfitzner
- RCMP TSSIT OPS-II
- GOST R 50739-95
- VSITR
- NZSIT 402
- CSEC ITSG-06
- NCSC-TG-025
- AFSSI-5020
- AR 380-19
- ISM 6.2.92
- NAVSO P-5239-26
- HMG IS5

### Proceso físico
Se procede a la destrucción del soporte físico más allá de condiciones de posible recuperación. Para cada tipo de medio físico existen técnicas herramientas y maquinarias diseñadas para su destrucción. Empresas con altos estándares de seguridad informática, como Google, destruyen sus medios magnéticos y el residual es enviado a fábricas de reciclaje.

## En material impreso

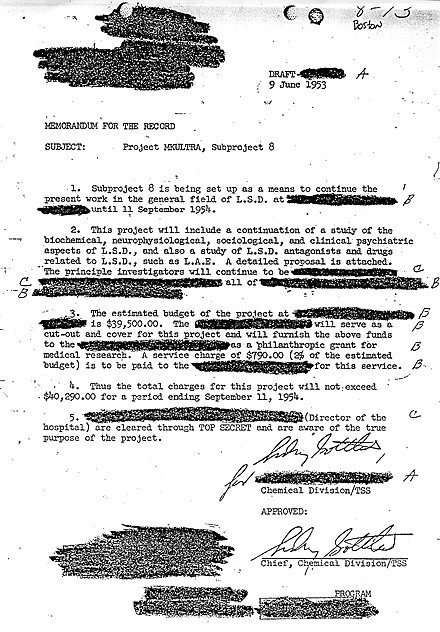
Ejemplo de un Documento sanitizado

En el caso de que el medio físico sea papel, la expurgación se lleva a cabo por medio de la destrucción del soporte, esto se lleva a cabo por medio de trituración o incineración del medio.
En los casos en los cuales el material impreso debe ser entregado a usuarios sin el nivel de seguridad de necesario para acceder a la información confidencial o delicada se procede a la censura de la información confidencial. En muchos casos al censurar la información confidencial dentro de un documento se obtiene el nivel de expurgación necesaria en el mismo para que este ya no sea considerado delicado o confidencial.